# Ginástica artística nos Jogos Asiáticos de 2006 - Feminino
A participação da ginástica artística feminina nos Jogos Asiáticos contou com todos os seis eventos da modalidade. 

## Resultados

### Individual geral
| Posição | Ginasta                    | Salto sobre a mesa | Barras assimétricas | Trave  | Solo   | Total   |
| ------- | -------------------------- | ------------------ | ------------------- | ------ | ------ | ------- |
|         | CHN He Ning                | 13,750             | 14,900              | 15,600 | 15,200 | '59,450 |
|         | CHN Zhou Zhuoru            | 14,250             | 14,500              | 15,450 | 14,850 | 59,050  |
|         | PRK Hong Su Jong           | 14,900             | 14,950              | 13,500 | 14,450 | 57,800  |
| 4       | JPN Miki Uemura            | 13,500             | 14,400              | 14,300 | 13,900 | 56,100  |
| 5       | JPN Kyoko Oshima           | 12,850             | 13,900              | 14,350 | 14,900 | 56,000  |
| 6       | PRK Pyon Kwang Sun         | 13,350             | 14,100              | 14,200 | 13,450 | 55,100  |
| 7       | KOR Bae Muleum             | 13,400             | 12,950              | 13,750 | 14,100 | 54,200  |
| 8       | KOR Yu Han Sol             | 13,750             | 13,400              | 13,350 | 13,650 | 54,150  |
| 9       | SIN Lim Heem Wei           | 13,200             | 11,600              | 13,050 | 14,150 | 52,000  |
| 10      | UZB Anna Ninkova           | 13,450             | 11,600              | 12,800 | 13,750 | 51,600  |
| 11      | MAS Hamid Fatiha           | 12,750             | 12,100              | 12,950 | 13,250 | 51,050  |
| 12      | UZB Tatyana Gayfulina      | 12,850             | 11,850              | 12,800 | 13,000 | 50,500  |
| 13      | VIE Nguyen Thuy Duong      | 13,300             | 11,450              | 12,400 | 12,850 | 50,000  |
| 14      | MGL Solongo Purevsuren     | 12,450             | 10,250              | 13,500 | 13,100 | 49,300  |
| 15      | QAT Ali Shegun             | 12,850             | 10,200              | 11,000 | 12,050 | 46,100  |
| 16      | KGZ Irina Raimbekova       | 12,150             | 9,650               | 11,950 | 12,150 | 45,900  |
| 17      | MGL Yanjindulam Byambanyam | 12,000             | 9,750               | 11,750 | 10,800 | 44,300  |
| 18      | QAT Aljazy Al Habshi       | 11,600             | 8,900               | 9,100  | 11,200 | 40,800  |
| 19      | KGZ Tatiana Nedbaylo       | -                  | 9,550               | 8,800  | 11,800 | 30,150  |

| Posição | Ginasta          | Pontos |
| ------- | ---------------- | ------ |
|         | CHN Cheng Fei    | 15,387 |
|         | PRK Hong Su Jong | 15,237 |
|         | PRK Hong Un Jong | 14,962 |
| 4       | JPN Miki Uemura  | 13,700 |
| 5       | UZB Anna Ninkova | 13,400 |
| 6       | KOR Yu Han Sol   | 13,375 |
| 7       | SIN Lim Heem Wei | 13,325 |
| 8       | QAT Ali Shegun   | 12,950 |

| Posição | Ginasta          | Pontos |
| ------- | ---------------- | ------ |
|         | PRK Hong Su Jong | 15,525 |
|         | CHN He Ning      | 15,000 |
|         | PRK Cha Yong Hwa | 14,800 |
| 4       | JPN Miki Uemura  | 14,625 |
| 5       | JPN Mayu Kuroda  | 14,175 |
| 6       | CHN Zhou Zhuoru  | 13,875 |
| 7       | KOR Kang Ji Na   | 13,850 |
| 8       | KOR Kim Hyo Bin  | 12,275 |

| Posição | Ginasta            | Pontos |
| ------- | ------------------ | ------ |
|         | CHN Zhang Nan      | 15,000 |
|         | CHN Han Bing       | 14,925 |
|         | JPN Miki Uemura    | 14,725 |
| 4       | JPN Kyoko Oshima   | 14,375 |
| 5       | PRK Pyon Kwang Sun | 14,100 |
| 6       | PRK Kim Un Hyang   | 13,800 |
| 7       | KOR Bae Muleum     | 13,700 |
| 8       | KOR Yeo Su Jung    | 13,100 |

| Posição | Ginasta           | Pontos |
| ------- | ----------------- | ------ |
|         | CHN Cheng Fei     | 15,750 |
|         | CHN Panpan Pang   | 15,250 |
|         | JPN Kyoko Oshima  | 15,075 |
| 4       | PRK Kim Un Hyang  | 14,800 |
| 5       | PRK Kim Myong Bok | 14,525 |
| 6       | JPN Ayaka Sahara  | 14,225 |
| 7       | KOR Yu Han Sol    | 13,825 |
| 8       | SIN Lim Heem Wei  | 13,450 |

### Equipes
Finais
| Posição | País            | Total   |
| ------- | --------------- | ------- |
|         | China           | 239,400 |
|         | Coreia do Norte | 228,550 |
|         | Japão           | 225,950 |
| 4       | Coreia do Sul   | 215,650 |